# Luigi Antonio di Borbone-Francia
Luigi Antonio di Borbone-Francia (Versailles, 6 agosto 1775 - Gorizia, 3 giugno 1844) era il primogenito di Carlo Filippo, conte d'Artois, poi Carlo X di Francia, e della moglie, Maria Teresa di Savoia. Con la Rivoluzione francese, lasciò Parigi e si trasferì presso la corte sabauda di Torino del nonno, re Vittorio Amedeo III di Savoia. Durante l'Impero napoleonico, Luigi Antonio militò contro le truppe napoleoniche, distinguendosi nella Battaglia di Hohenlinden.
Con la Restaurazione e l'ascesa del padre Carlo X di Borbone, Luigi Antonio divenne il Delfino di Francia; in quegli anni guidò la spedizione militare francese in Spagna, dove la Santa Alleanza era intervenuta per sedare le ribellioni che contrastavano il trono del cugino spagnolo, Ferdinando VII di Borbone. Con la Rivoluzione di luglio, il padre abdicò in favore del figlio, il quale, se si ritiene valido l'atto di abdicazione, è stato il sovrano meno longevo della storia, anche se molti non ritengono vero il suo regno da "20 minuti" . Dopo la restaurazione, fu tra i capi degli ultrarealisti.
Nacque come petit-fils de France, nipote del Re di Francia, e con il nome di Luigi Antonio d'Artois. Con l'ascesa del padre divenne Delfino di Francia, quindi fils de France ed il suo cognome divenne de France, seguendo l'usanza reale per i principi di tale rango .

## Biografia

### Giovinezza

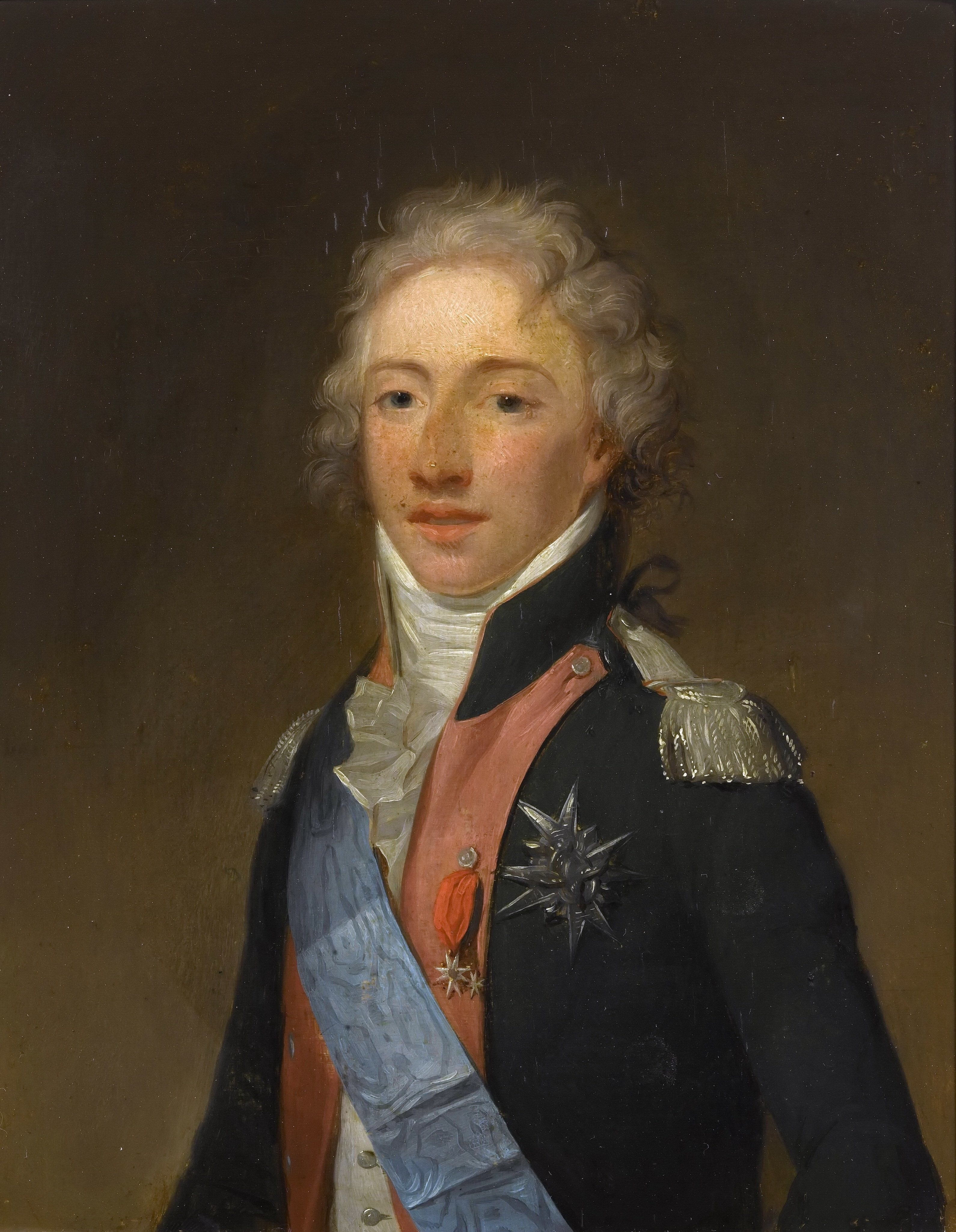
Luigi Antonio d'Angouleme.

Luigi Antonio nacque il 6 agosto 1775 nella Reggia di Versailles, primogenito di Carlo Filippo, conte d'Artois, poi Carlo X di Francia, e della moglie Maria Teresa di Savoia; apparteneva alla dinastia dei Borbone, discendendo però anche dalle case d'Asburgo, Savoia, Leszczyński, Farnese e Wittelsbach. Luigi Antonio aveva un fratello, Carlo Ferdinando, duca di Berry, ed alla nascita ricevette il titolo di Duca d'Angoulême dallo zio paterno, re Luigi XVI di Borbone. I primi anni di vita per lui furono caratterizzati da un forte amore ricevuto da entrambi i genitori: la madre si occupava del figlio sotto l'aspetto del comportamento da tenere in ambienti di corte, imprimendo in lui quell'eleganza che lo caratterizzerà per tutta la vita. Il padre invece, il Conte d'Artois, si occupava della sua educazione politica insegnandoli i principi del legittimismo e della Sacralità della Monarchia.

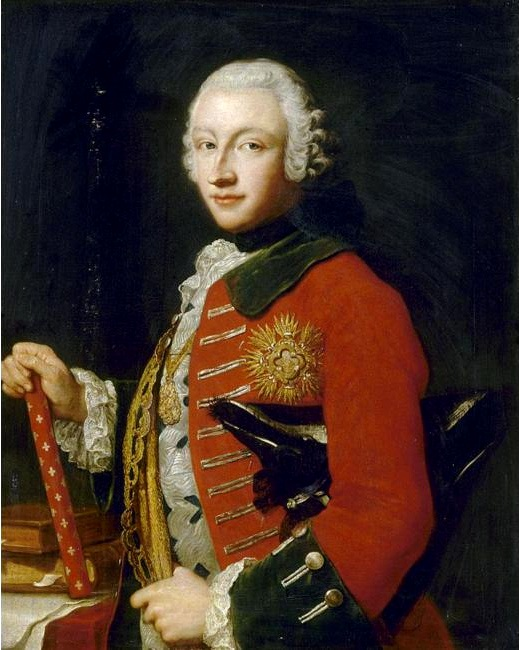
Vittorio Amedeo III di Savoia.

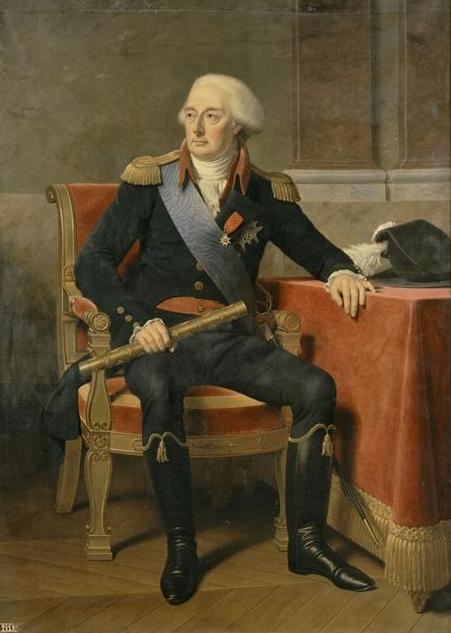
Ritratto di Luigi Giuseppe di Borbone, principe di Condé.

Dal 1780 al 1789, Luigi Antonio ed il fratello Ferdinando furono educati da Armand-Louis de Sérent marchese de Sérent, il loro governatore, presso il Castello di Beauregard, a poche miglia dalla Reggia di Versailles . Con lo scoppio della Rivoluzione francese, il principe lasciò la Francia recandosi a Torino presso la corte del nonno Vittorio Amedeo III di Savoia . Assieme al fratello si unì alla scuola di artiglieria e con lo scoppio della guerra, combattuta tra Austria e Prussia contro la Francia rivoluzionaria, Luigi Antonio si unì ad un corpo di truppe di emigrati francesi, al comando del cugino, il principe di Condé . Il Duca d'Angoulême andò poi in Scozia col padre ma poi raggiunse lo zio, il futuro Luigi XVIII di Borbone, a Mittau, nei Baltici, dove era ospite della corte dello zar Paolo I di Russia. Angoulême resterà accanto allo zio paterno per i successivi quattordici anni .

### Matrimonio

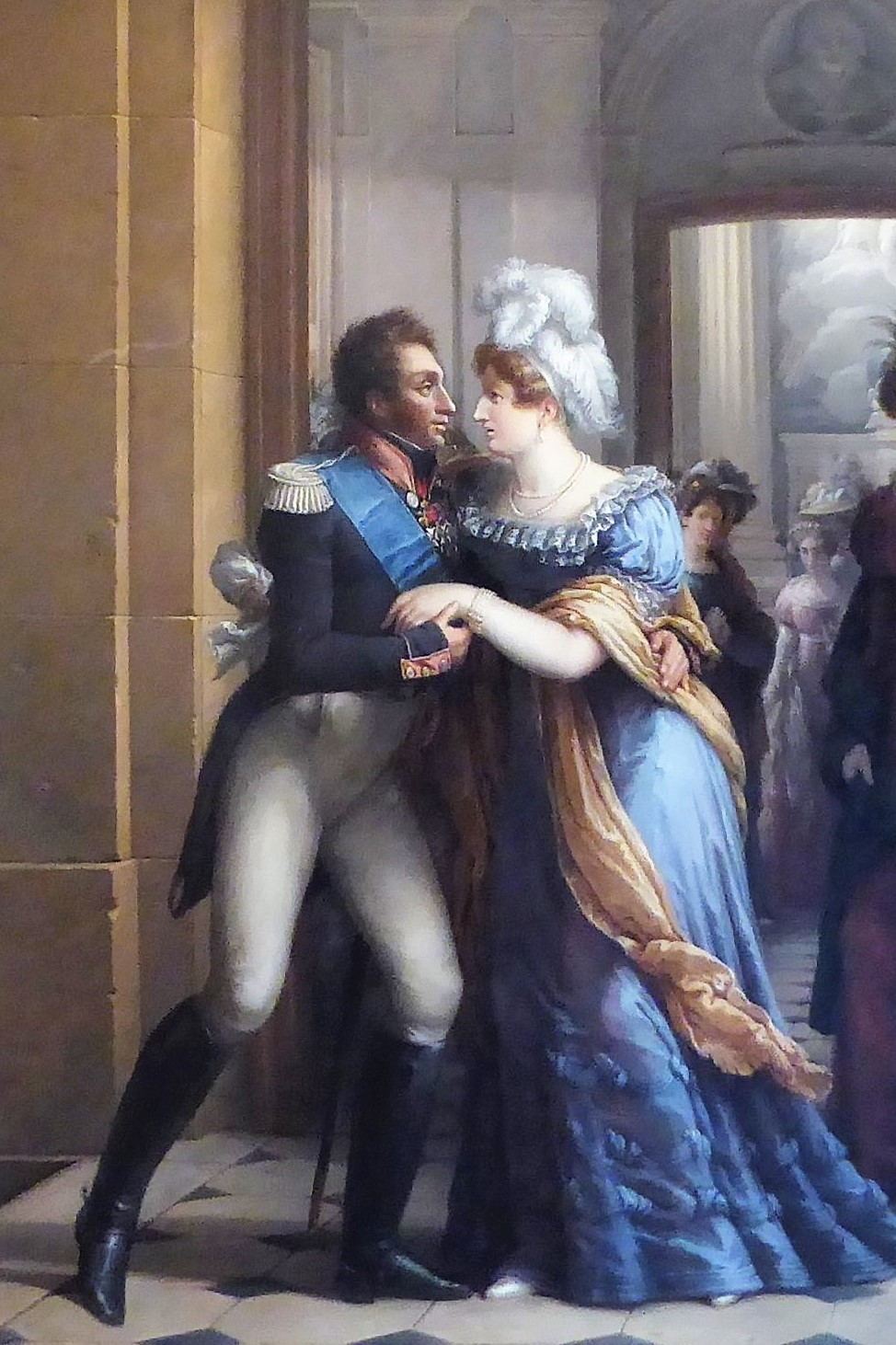
Luigi Antonio e Maria Teresa.

Una volta in Lettonia, Luigi Antonio incontrò la prima cugina Maria Teresa, conosciuta all'epoca come Madame Royale, unica figlia sopravvissuta di Luigi XVI e della moglie, la regina Maria Antonietta d'Asburgo-Lorena. Probabilmente in Casa Borbone, vi era già un potenziale progetto matrimoniale tra la Madame Royale ed il Duca d'Angoulême, che si avvererà poi, sotto anche la supervisione del Conte di Provenza, poi Luigi XVIII, il 10 giugno 1799 nel Palazzo Jelgava.

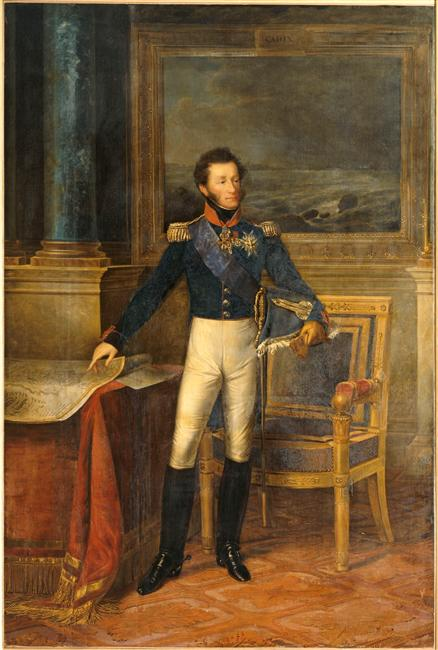
Ritratto di Luigi Antonio di Borbone, Duca d'Angoulême.

L'atto di matrimonio  fu redatto dal Conte di Saint Priest. Da questo momento l'esistenza della Madame royale divenne strettamente legata a quella dello zio Luigi XVIII, con il quale condivise l'esilio e che utilizzò la sua immagine di "martire della Rivoluzione", unica figlia sopravvissuta dei ghigliottinati Luigi XVI e Maria Antonietta, per aggregare i realisti e interessare i sovrani europei alla loro causa. In effetti la Duchessa d'Angoulême condivise sia la vita dello zio che quella del suo sposo. Luigi XVIII aveva bisogno di assicurare la legittimità del diritto di cui era titolare per la legge salica e per la legittimità del fatto che ne era portatrice sua nipote. Egli fece quindi di lei l'erede delle virtù dei suoi genitori, poi una novella Antigone, fedele al re anche nella mala sorte, come dovrebbero essere tutti i realisti. La Madame Royale divenne allora colei che indicava la via della fedeltà monarchica . Ella era già la vera regina della piccola corte in esilio, anche se la consorte di Luigi XVIII, Maria Giuseppina di Savoia, era ancora in vita.

### Delfino di Francia

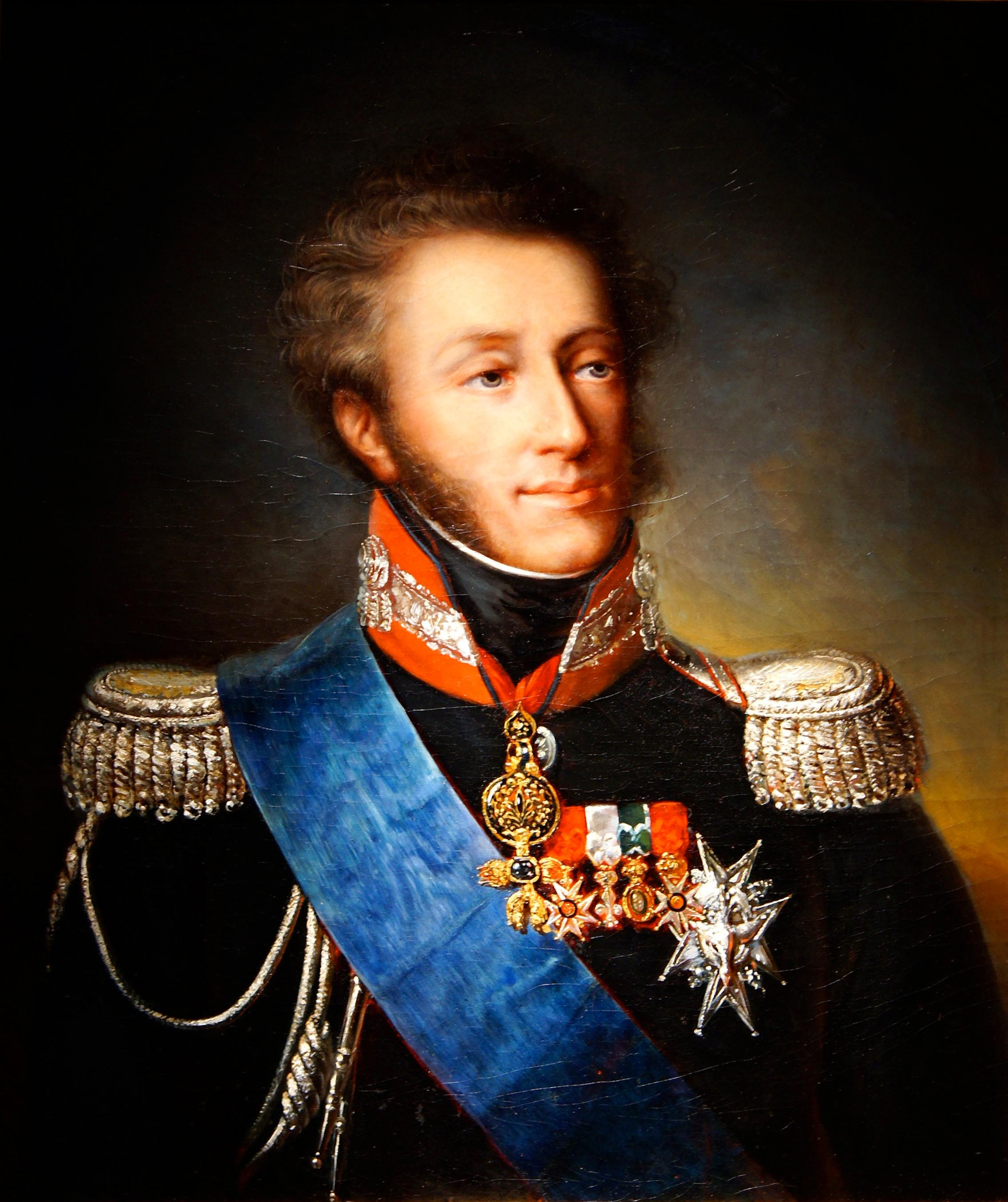
Il Delfino di Francia.

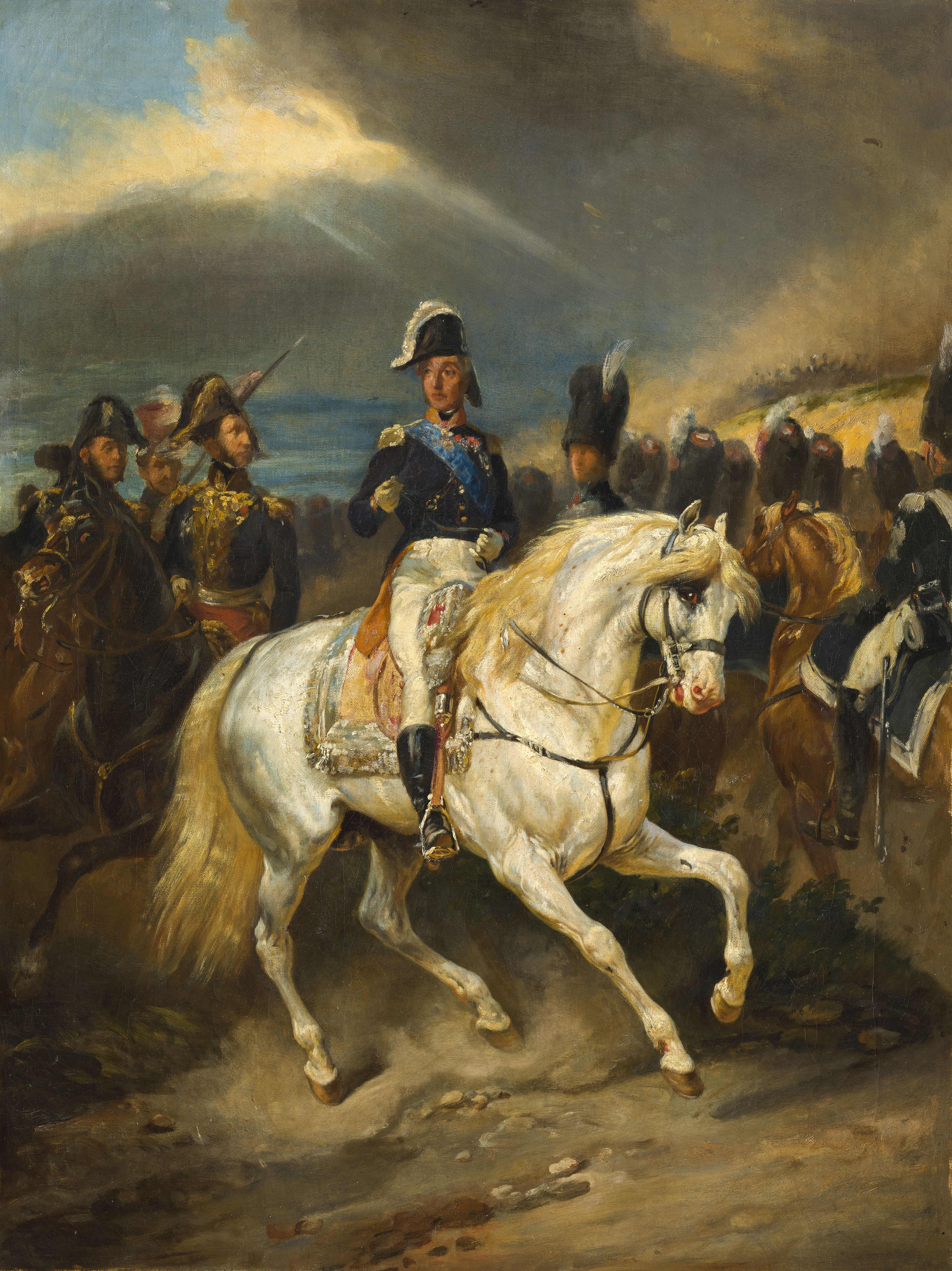
Ritratto equestre del Delfino.

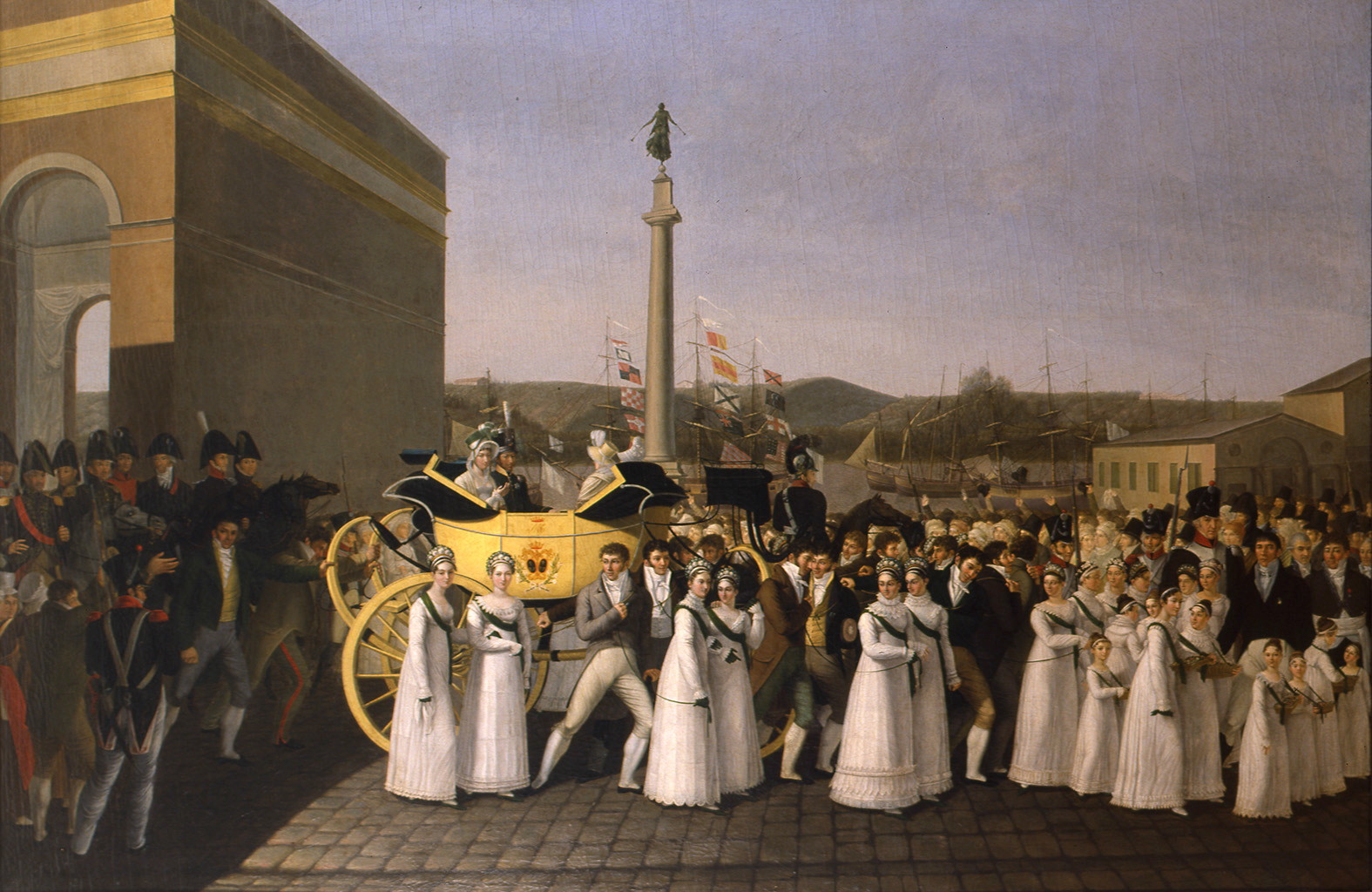
L'arrivo di Luigi Antonio e di Maria Teresa a Bordeaux.

Nell'aprile del 1800, Luigi Antonio prese il comando di un Reggimento di cavalleria dell'Esercito bavarese, prendendo parte alla Battaglia di Hohenlinden, contro i francesi, dimostrando una certa abilità. Quando all'inizio del 1801 Paolo I di Russia negoziò con Bonaparte una pace, la corte francese andò a Varsavia, allora sotto il controllo della Prussia. I Borbone ritornarono poi in Russia quando al trono zarista ascese Alessandro I, che però a metà del 1807 firmò un trattato con Bonaparte, costringendo i Borbone a rifugiarsi in Inghilterra. Luigi Antonio visse a Hartwell House assieme allo zio Luigi Stanislao, il quale vi ricostituì la sua corte, concedendo a Angoulême un'indennità di trecento sterline al mese. Il duca tentò per due volte, nel 1807 e nel 1813, a ritornare in Russia per combattere contro i francesi, ma lo Zar glielo impedì. Rimasto in Gran Bretagna, nel 1814 Luigi Antonio e Maria Teresa salparono per Bordeaux, città dichiarata realista; il 12 marzo dello stesso anno, i reali fecero ingresso nella città, evento considerato l'inizio della Restaurazione borbonica. Sotto il comando di Wellington, Angoulême combatté in Spagna per ripotare sul trono il cugino Ferdinando VII di Borbone-Spagna .

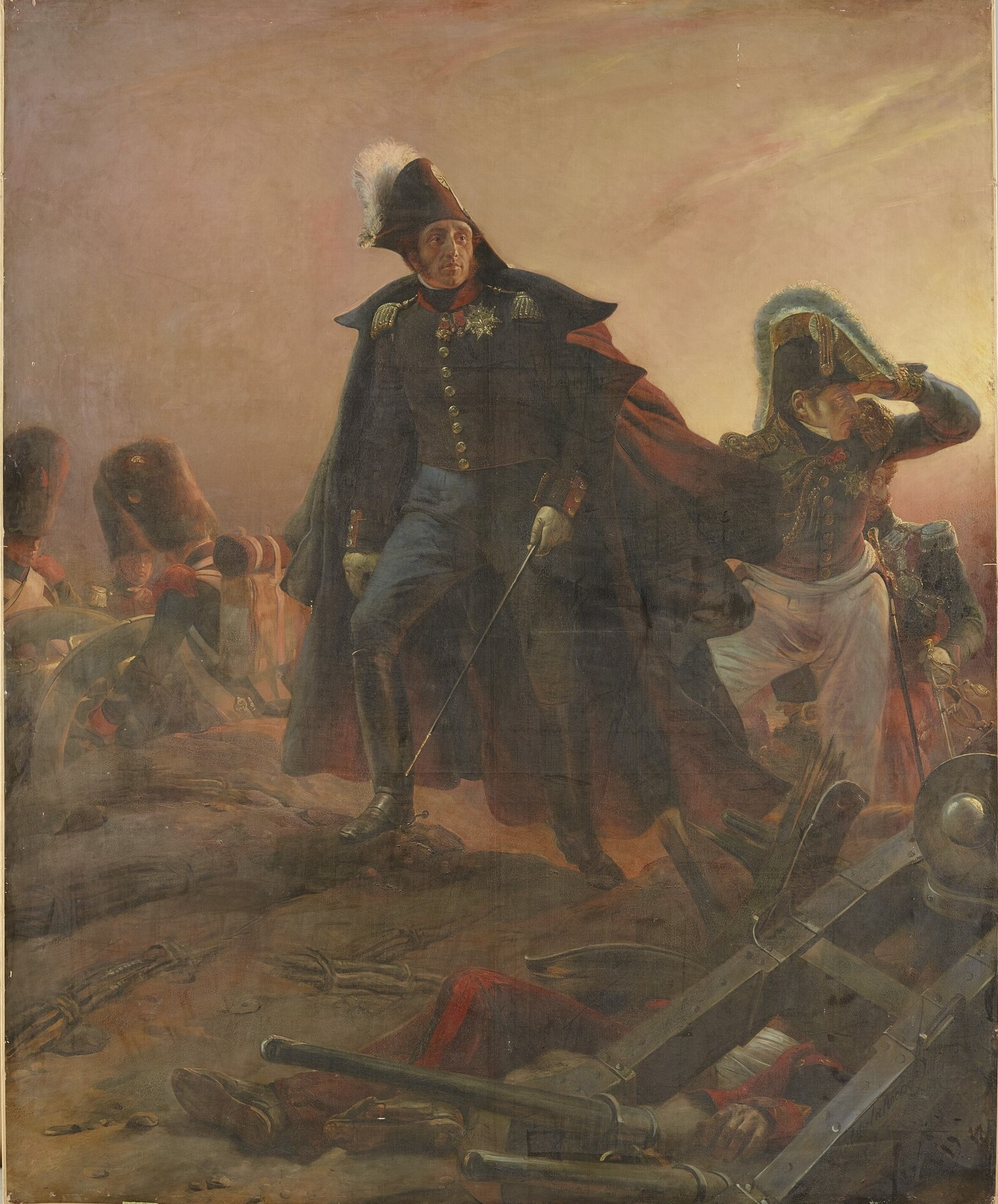
Luigi Antonio in Spagna.

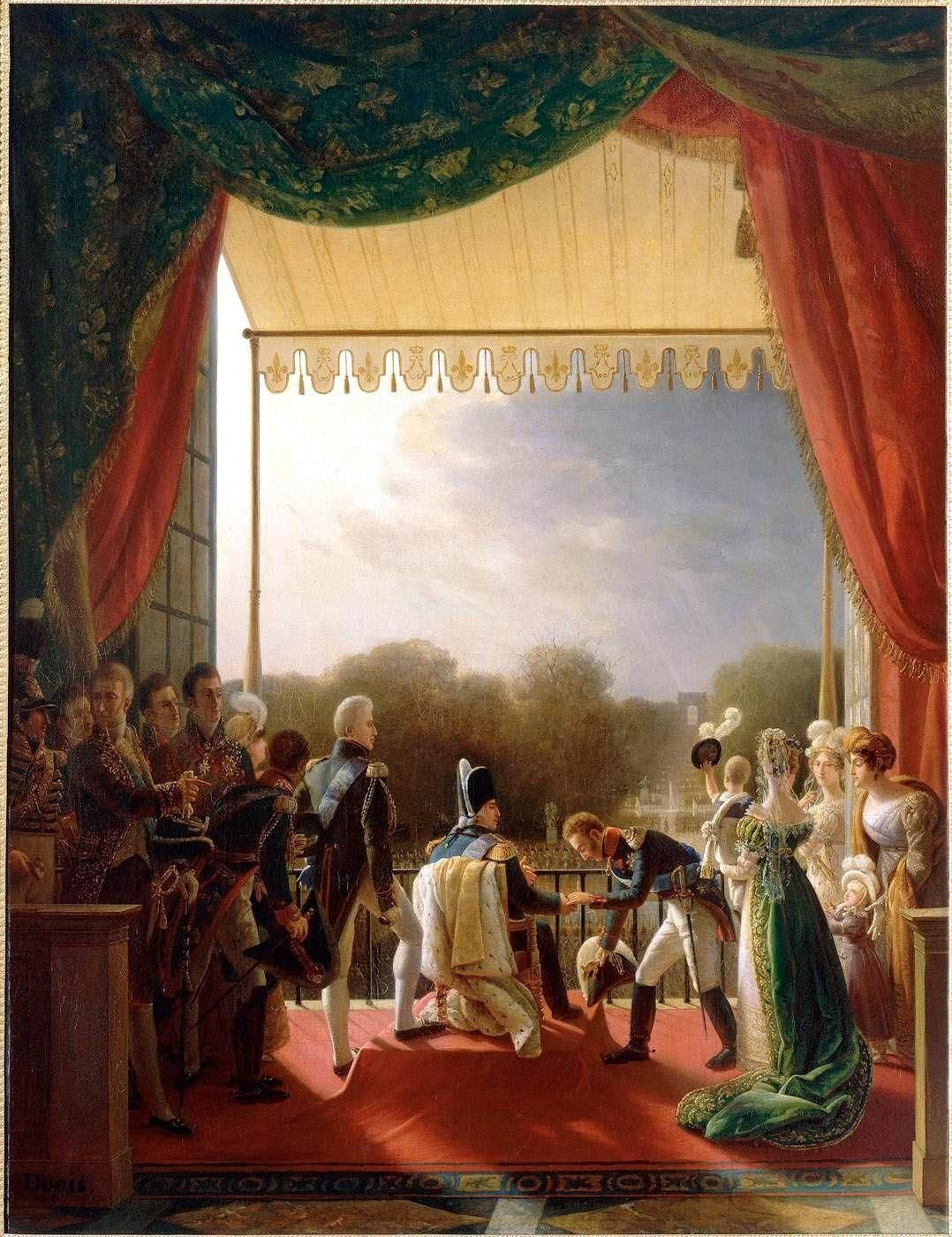
Luigi XVIII e la famiglia reale.

Dopo il Congresso di Vienna e la Restaurazione, Luigi XVIII acquisì il trono francese ritornando all'Ancien Régime; dal momento che il nuovo sovrano non aveva figli, il fratello Carlo Filippo divenne il primo in linea di successione e questo faceva di Luigi Antonio il secondo al trono. Nel 1823 il Duca d'Angoulême ricevette il comando del corpo di spedizione francese, sotto l'incarico delle grandi potenze allora unite nella Santa Alleanza, che avevano lo scopo di frenare le ribellioni, scoppiate in Spagna, che minacciarono il trono di Ferdinando VII di Borbone. Questa spedizione fu tuttavia segnata da numerose tensioni, in particolare tra il Duca di Angoulême ed il Conte di Villèle. Durante questa campagna, Luigi Antonio fu raggiunto ad Aranda da Carlo Alberto di Savoia, principe di Carignano e prossimo al trono sabaudo. Dal 1819 al 1830, su richiesta di Luigi XVIII, Angoulême presiedette la Royal Society for the Improvement of Prisons . Nel 1824 re Luigi XVIII morì e così a succedergli fu il fratello che ascese al trono assoluto come Carlo X di Francia; di conseguenza Luigi Antonio divenne Delfino di Francia. L'erede al trono, appoggiò la politica reazionaria del padre volta a epurare la Francia dal suo recente passato rivoluzionario e imperiale, espellendo dall'esercito gli ex ufficiali imperiali.

### Rivoluzione di luglio

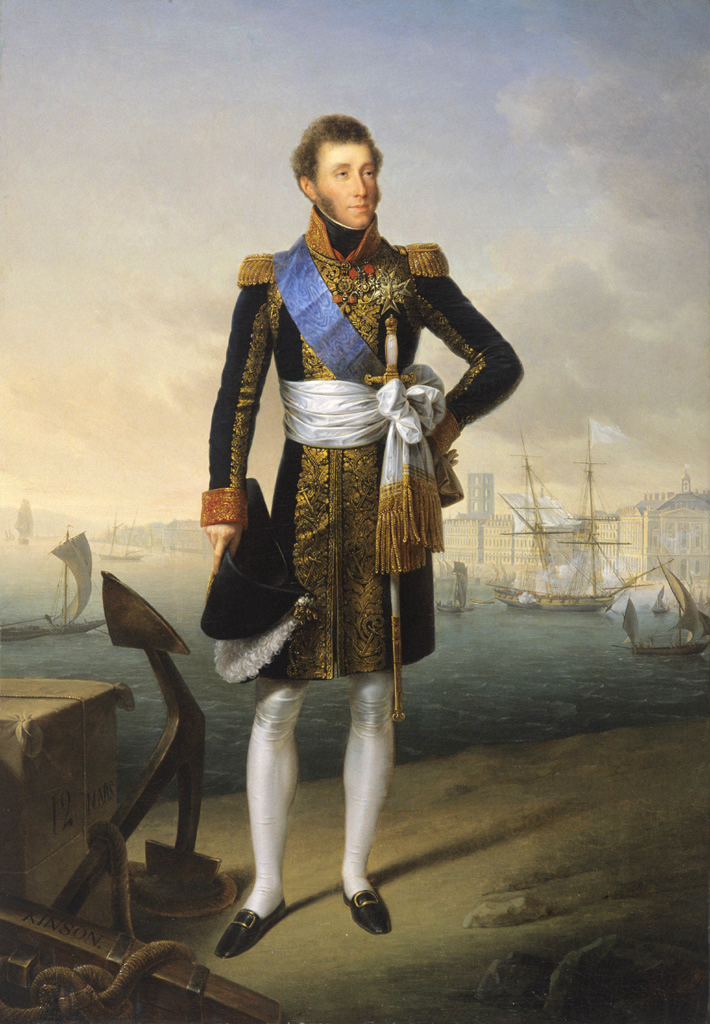
Luigi Antonio di Borbone.

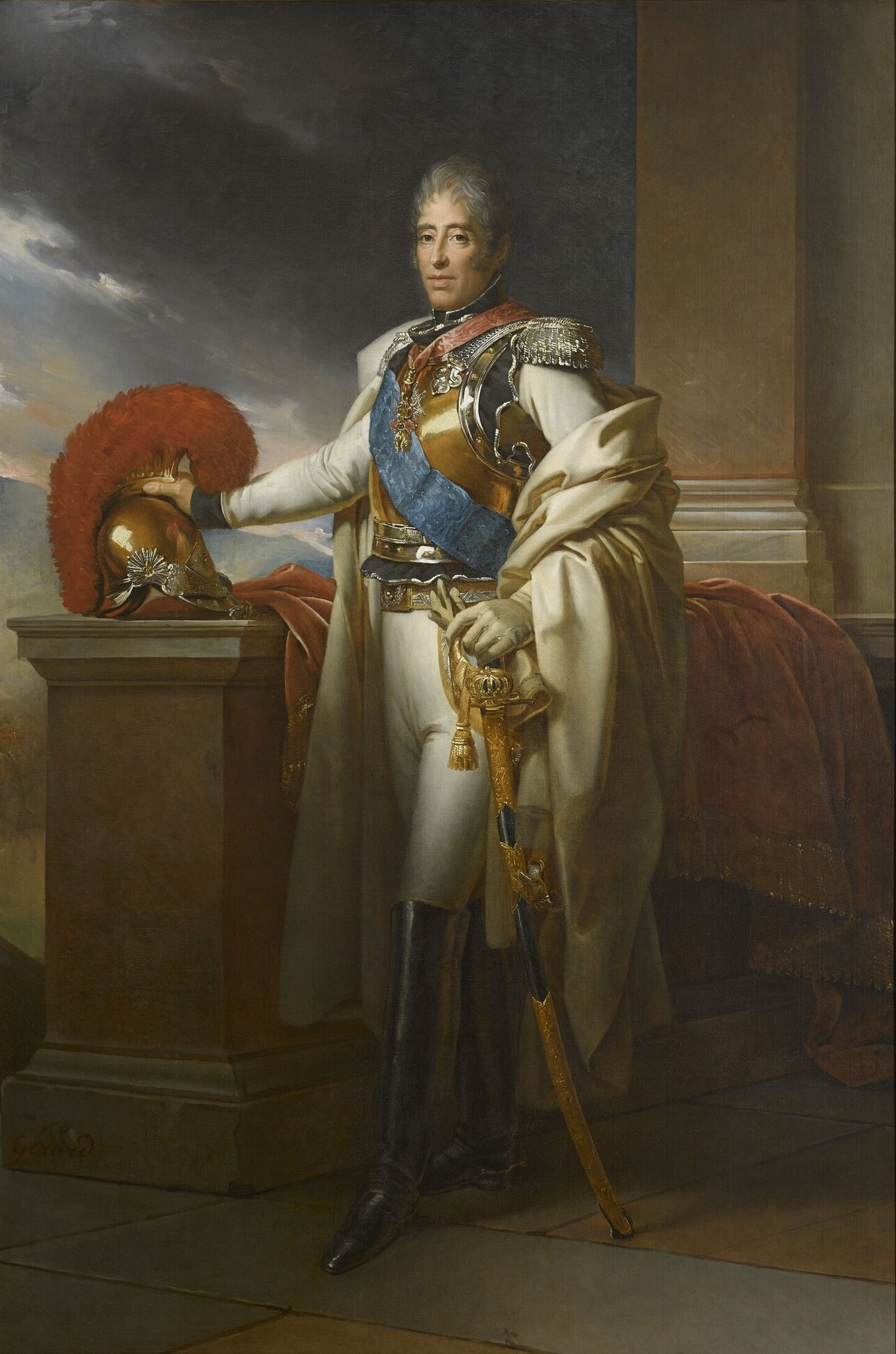
Carlo X di Francia, padre di Luigi Antonio di Borbone.

Dopo un lungo periodo di crisi ministeriali prima e parlamentari poi, re Carlo X, col supporto del primo ministro Jules de Polignac, tentò un colpo di mano anticostituzionale emanando le ordinanze di Saint-Cloud il 25 luglio 1830, con le quali la Francia si indirizzava sempre più verso l'assolutismo. In reazione, il movimento di opposizione si trasformò rapidamente in rivoluzione repubblicana: il popolo parigino si sollevò, eresse le barricate e affrontò le truppe, comandate dal maresciallo Auguste Marmont, in combattimenti che provocarono almeno ottocento morti, tra gli insorti e circa duecento fra i soldati. Il re, il delfino ed il resto della Casa reale, abbandonarono Parigi; i deputati liberali, in maggioranza monarchici, presero le redini della rivoluzione popolare e conservarono la monarchia costituzionale al prezzo di un cambiamento di dinastia, rifiutando l'abdicazione di Carlo X in favore del giovanissimo nipote Enrico, duca di Bordeaux. La Casa d'Orléans, ramo cadetto di quella di Borbone, succedette sul trono di Francia con Luigi Filippo, il reggente del regno, che fu proclamato Re dei Francesi. 

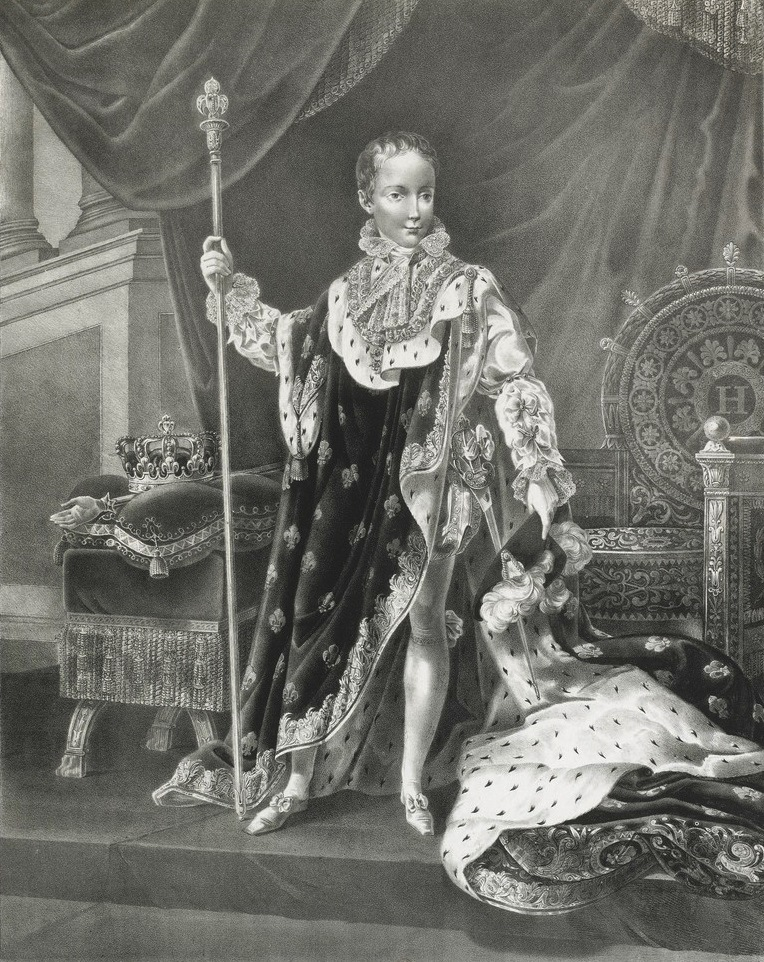
Enrico di Francia nelle vesti della sua ipotetica incoronazione.

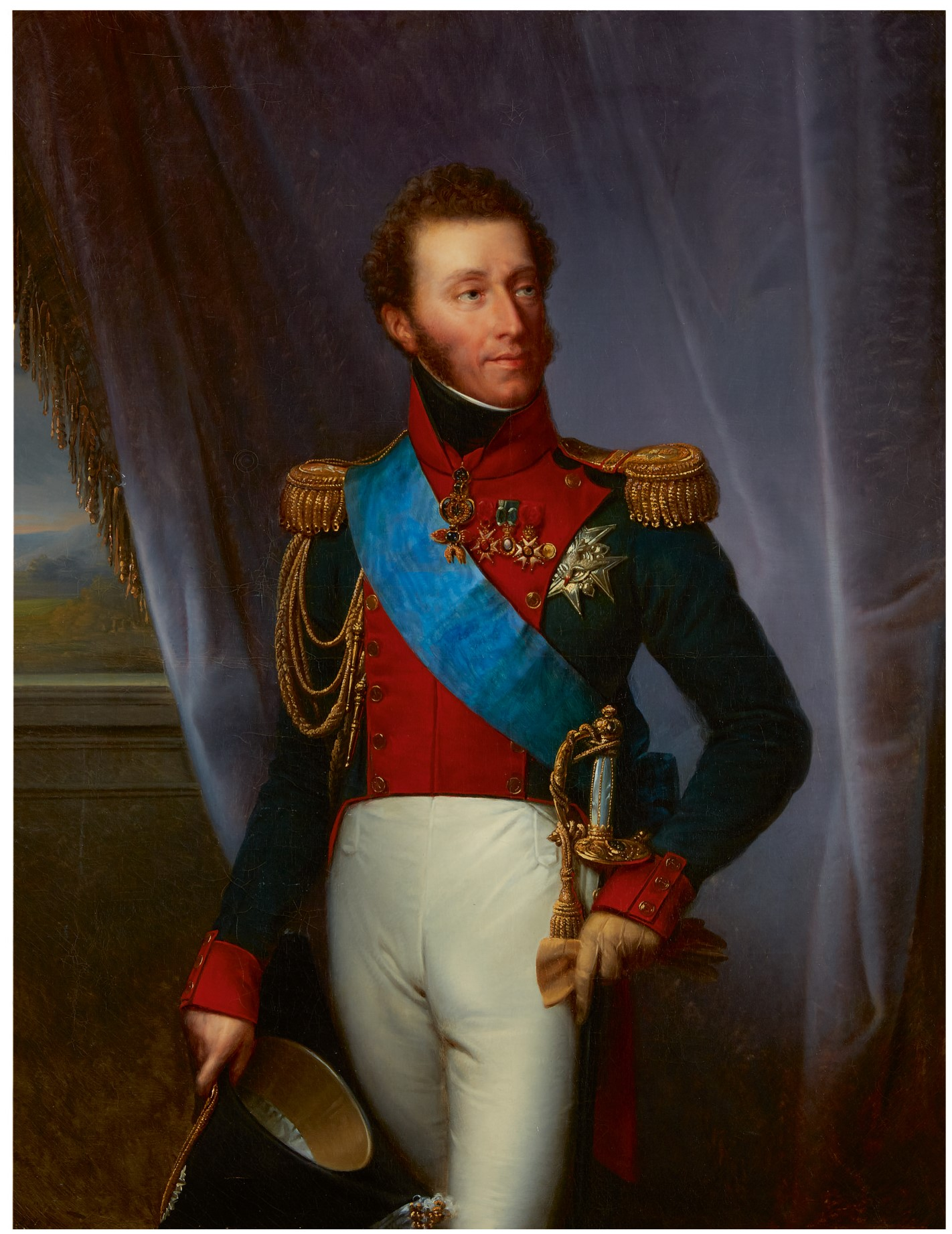
Luigi Antonio de Francia.

Il monarca firmò con riluttanza il documento di abdicazione il 2 agosto 1830 e così il delfino Luigi Antonio che lo seguì 20 minuti dopo. Si racconta che Luigi Antonio trascorse questo tempo ad ascoltare le suppliche della moglie di non firmare, mentre l'ex Carlo X se ne stava seduto a piangere. Successivamente abdicò anche lui, in favore del nipote, il duca di Bordeaux, Enrico di Borbone. Il momento tra l'abdicazione del padre e la sua, Luigi Antonio avrebbe potuto fregiarsi del nome di Luigi XIX di Francia, se l'abdicazione fosse stata fatta in suo favore e se le camere lo avessero successivamente riconosciuto e proclamato re. Tuttavia, se ci atteniamo al principio dell'indisponibilità della corona delle leggi fondamentali del regno, essendo impossibile l'abdicazione, quella di Carlo X è quindi nulla. Luigi XIX non poteva quindi essere riconosciuto come re dai legittimisti prima della morte di Carlo X nel 1836. A quella data, divenne il nuovo pretendente al trono per il movimento legittimista, ad eccezione della fazione henriquinquista, che sosteneva il duca di Bordeaux poiché Carlo X aveva abdicato in suo favore. Secondo alcuni costituzionalisti, poiché Luigi Antonio non abdicò come re, ma rinunciò solo ai suoi diritti di delfino e non fu riconosciuto o proclamato re dalle camere, né dal luogotenente generale nominato dai deputati, non ci fu mai un "re Luigi XIX".
Per l'ultima volta Luigi Antonio partì per l'esilio, dove fu conosciuto come il "Conte di Marnes". Non tornò mai più in Francia. Nel novembre del 1830, Luigi Antonio e Maria Teresa si recarono a Edimburgo, in Scozia, e presero residenza in una casa a Regent Terrace, vicino a Holyrood Palace, dove alloggiava anche Carlo X . Nel 1832, Francesco I d'Austria, primo cugino della moglie, gli offrì il Castello di Praga dove Carlo X e Luigi Antonio, con il loro seguito, si trasferirono .

### Morte

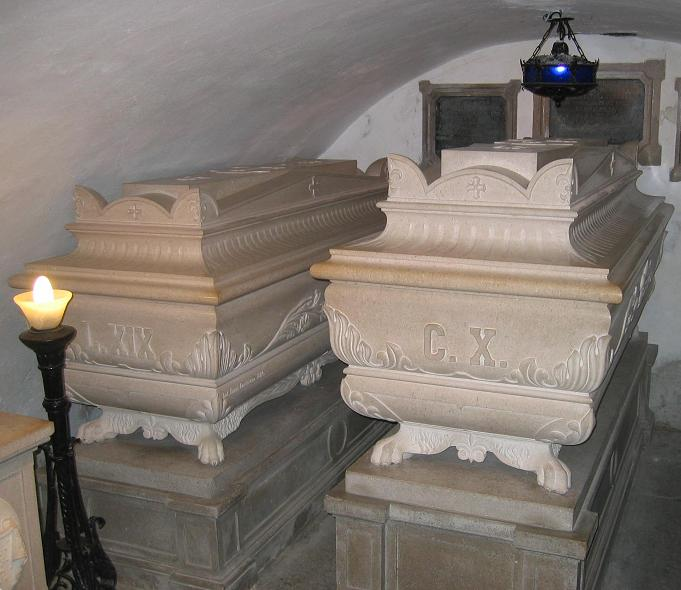
Le tombe di Luigi Antonio e del padre, re Carlo X di Francia.

Nel 1835 l'Imperatore d'Austria morì ed il suo successore, Ferdinando I d'Asburgo-Lorena, aveva bisogno del Castello ceco per la sua incoronazione, che avverrà poi nell'estate del 1836: la corte borbonica dovette così lasciare Praga, recandosi nel Castello di Graffenberg a Gorizia, dove Carlo X morì nel 1836 e Luigi Antonio il 3 giugno 1844, venendo sepolto a Nova Gorica, in Slovenia. Con la sua morte, Luigi Antonio fu succeduto, come pretendente legittimista francese, dal nipote il Conte di Chambord, primogenito del fratello Carlo Ferdinando, duca di Berry .

## Titoli e trattamento
- 6 agosto 1775 - 16 settembre 1824: Sua altezza reale, il Duca d'Angoulême
- 16 settembre 1824 - 2 agosto 1830: Sua altezza reale, il Delfino di Francia, duca d'Angoulême
- 2 agosto 1830 - 2 agosto 1830: Sua maestà, il re di Francia e Navarra
- 2 agosto 1830 - 3 giugno 1844: Sua altezza reale, il Conte di Marnes

## Ascendenza
|                                     |                              |                                      | Genitori                                  |  |  | Nonni |  |  | Bisnonni            |  |  | Trisnonni                |  |
|                                     |                              |                                      |                                           |  |  |       |  |  | Luigi XV di Francia |  |  | Luigi di Borbone-Francia |  |
|                                     |                              |                                      |                                           |  |  |       |  |  | Luigi XV di Francia |  |  | Luigi di Borbone-Francia |  |
|                                     |                              | Maria Adelaide di Savoia             |                                           |  |  |       |  |  | Luigi XV di Francia |  |  |                          |  |
| Luigi Ferdinando di Borbone-Francia |                              |                                      |                                           |  |  |       |  |  | Luigi XV di Francia |  |  |                          |  |
|                                     |                              | Maria Leszczyńska                    | Stanisalo I di Polonia                    |  |  |       |  |  |                     |  |  |                          |  |
|                                     |                              | Maria Leszczyńska                    | Stanisalo I di Polonia                    |  |  |       |  |  |                     |  |  |                          |  |
|                                     |                              | Maria Leszczyńska                    | Caterina Opalińska                        |  |  |       |  |  |                     |  |  |                          |  |
| Carlo X di Francia                  |                              | Maria Leszczyńska                    |                                           |  |  |       |  |  |                     |  |  |                          |  |
|                                     |                              | Augusto III di Polonia               | Augusto II di Polonia                     |  |  |       |  |  |                     |  |  |                          |  |
|                                     |                              | Augusto III di Polonia               | Augusto II di Polonia                     |  |  |       |  |  |                     |  |  |                          |  |
|                                     |                              | Augusto III di Polonia               | Cristiana di Brandeburgo-Bayreuth         |  |  |       |  |  |                     |  |  |                          |  |
| Maria Giuseppina di Sassonia        |                              | Augusto III di Polonia               |                                           |  |  |       |  |  |                     |  |  |                          |  |
|                                     |                              | Maria Giuseppa d'Austria             | Giuseppe I d'Asburgo                      |  |  |       |  |  |                     |  |  |                          |  |
|                                     |                              | Maria Giuseppa d'Austria             | Giuseppe I d'Asburgo                      |  |  |       |  |  |                     |  |  |                          |  |
|                                     |                              | Maria Giuseppa d'Austria             | Guglielmina Amalia di Brunswick-Lüneburg  |  |  |       |  |  |                     |  |  |                          |  |
| Luigi XIX di Francia                |                              | Maria Giuseppa d'Austria             |                                           |  |  |       |  |  |                     |  |  |                          |  |
|                                     | Carlo Emanuele III di Savoia | Vittorio Amedeo II di Savoia         |                                           |  |  |       |  |  |                     |  |  |                          |  |
|                                     | Carlo Emanuele III di Savoia | Vittorio Amedeo II di Savoia         |                                           |  |  |       |  |  |                     |  |  |                          |  |
|                                     | Carlo Emanuele III di Savoia | Anna Maria d'Orléans                 |                                           |  |  |       |  |  |                     |  |  |                          |  |
| Vittorio Amedeo III di Savoia       | Carlo Emanuele III di Savoia |                                      |                                           |  |  |       |  |  |                     |  |  |                          |  |
|                                     |                              | Polissena Cristina d'Assia-Rotenburg | Ernesto Leopoldo di Assia-Rotenburg       |  |  |       |  |  |                     |  |  |                          |  |
|                                     |                              | Polissena Cristina d'Assia-Rotenburg | Ernesto Leopoldo di Assia-Rotenburg       |  |  |       |  |  |                     |  |  |                          |  |
|                                     |                              | Polissena Cristina d'Assia-Rotenburg | Eleonora di Löwenstein-Wertheim-Rochefort |  |  |       |  |  |                     |  |  |                          |  |
| Maria Teresa di Savoia              |                              | Polissena Cristina d'Assia-Rotenburg |                                           |  |  |       |  |  |                     |  |  |                          |  |
|                                     |                              | Filippo V di Spagna                  | Luigi, il Gran Delfino                    |  |  |       |  |  |                     |  |  |                          |  |
|                                     |                              | Filippo V di Spagna                  | Luigi, il Gran Delfino                    |  |  |       |  |  |                     |  |  |                          |  |
|                                     |                              | Filippo V di Spagna                  | Maria Anna di Baviera                     |  |  |       |  |  |                     |  |  |                          |  |
| Maria Antonietta di Borbone-Spagna  |                              | Filippo V di Spagna                  |                                           |  |  |       |  |  |                     |  |  |                          |  |
|                                     |                              | Elisabetta Farnese                   | Odoardo II Farnese                        |  |  |       |  |  |                     |  |  |                          |  |
|                                     |                              | Elisabetta Farnese                   | Odoardo II Farnese                        |  |  |       |  |  |                     |  |  |                          |  |
|                                     |                              | Elisabetta Farnese                   | Dorotea Sofia di Neuburg                  |  |  |       |  |  |                     |  |  |                          |  |
|                                     |                              | Elisabetta Farnese                   |                                           |  |  |       |  |  |                     |  |  |                          |  |

## Nella cultura di massa
Il neonato duca d'Angoulême è impersonato da un attore bambino non accreditato in una breve scena del film di Sofia Coppola Marie Antoinette. Questa scena contiene un grande errore in quanto nomina erroneamente i suoi genitori essere Luigi XVIII e Maria Giuseppina di Savoia, che non hanno avuto figli.